# دانيلي نارديلو
دانيلي نارديلو (بالإيطالية: Daniele Nardello)‏ مواليد 2 أغسطس 1972 في فاريزي، هو دراج إيطالي سابق في صنف سباق الدراجات على الطريق. سبق أن شارك في دورة الألعاب الأولمبية الصيفية.

## سجل النتائج

### سباقات أو مراحل فاز بها
- طواف فرنسا
- طواف إسبانيا

## وصلات خارجية
- الموقع الرسمي

## روابط خارجية
- دانيلي نارديلو على موقع الاتحاد الدولي للدراجات (الإنجليزية)
- دانيلي نارديلو على موقع أرشيف الدراجات (الإنجليزية)
- دانيلي نارديلو على موقع إحصائيات الدراجات الإحترافية (الإنجليزية)
- دانيلي نارديلو على موقع نسبة الدراجات (الإنجليزية)
- دانيلي نارديلو على موقع CycleBase (الإنجليزية)
- دانيلي نارديلو على موقع أوليمبيديا (الإنجليزية)